# Cliff Martinez
Cliff Martinez (New York, 5 febbraio 1954) è un compositore e batterista statunitense.
È autore di colonne sonore. Ha lavorato anche come batterista per Captain Beefheart, The Dickies, The Weirdos, Lydia Lunch e Red Hot Chili Peppers (1984-1986).

## Biografia
Cresciuto a Columbus, nell'Ohio, Cliff Martinez iniziò la propria carriera da compositore per Pee Wee's Playhouse, nota trasmissione tv dedicata a Pee Wee Herman. Tuttavia all'epoca era più interessato a collaborare con gruppi rock, per cui ha suonato la batteria da sostituto. In seguito decise di dedicarsi interamente alle colonne sonore.
Compose alcuni brani per Sesso, bugie e videotape, diretto da Steven Soderbergh. Con il regista ha lavorato anche per i film Traffic (2000) e soprattutto per Solaris (2002), inserendovi suoni elettronici ed arrangiamenti orchestrali. Ha composto l'audio del videogame Ubisoft Far Cry 4 (2014). Nel 2012 è stato inserito nella Rock and Roll Hall of Fame insieme ai Red Hot Chili Peppers.

## Colonne sonore
- Sesso, bugie e videotape (Sex, Lies, and Videotape), regia di Steven Soderbergh (1989)
- Alza il volume (Pump Up the Volume), regia di Allan Moyle (1990)
- Delitti e segreti (Kafka), regia di Steven Soderbergh (1991)
- Giù le mani dalla strega (Black Magic), regia di Daniel Taplitz – film TV (1992)[1]
- Piccolo, grande Aaron (King of the Hill), regia di Steven Soderbergh (1993)
- Torbide ossessioni (Underneath), regia di Steven Soderbergh (1995)
- Gray's Anatomy, regia di Steven Soderbergh (1996)
- Schizopolis, regia di Steven Soderbergh (1996)
- La catena del male (Wicked), regia di Michael Steinberg (1998)
- L'inglese (The Limey), regia di Steven Soderbergh (1999)
- Traffic, regia di Steven Soderbergh (2000)
- Solaris, regia di Steven Soderbergh (2002)
- Narc - Analisi di un delitto (Narc), regia di Joe Carnahan (2002)
- Wonderland, regia di James Cox (2003)
- Appuntamento a Wicker Park (Wicker Park), regia di Paul McGuigan (2004)
- Havoc - Fuori controllo (Havoc), regia di Barbara Kopple (2005)
- Presagio finale - First Snow (First Snow), regia di Mark Fergus (2006)
- À l'origine, regia di Xavier Giannoli (2009)
- The Lincoln Lawyer, regia di Brad Burman (2011)
- Drive, regia di Nicolas Winding Refn (2011)
- Contagion, regia di Steven Soderbergh (2011)
- La frode (Arbitrage), regia di Nicholas Jarecki (2012)
- La regola del silenzio - The Company You Keep (The Company You Keep), regia di Robert Redford (2012)
- Solo Dio perdona (Only God Forgives), regia di Nicolas Winding Refn (2013)
- Spring Breakers - Una vacanza da sballo (Spring Breakers), regia di Harmony Korine (2013)
- The Knick – serie TV, 20 episodi (2014-2015)
- Trafficanti (War Dogs), regia di Todd Phillips (2016)
- The Neon Demon, regia di Nicolas Winding Refn (2016)
- The Foreigner, regia di Martin Campbell (2017)
- Nella tana dei lupi (Den of Thieves), regia di Christian Gudegast (2018)
- Game Night - Indovina chi muore stasera? (Game Night), regia di John Francis Daley e Jonathan M. Goldstein (2018)
- Too Old to Die Young, regia di Nicolas Winding Refn – miniserie TV (2019)
- The Wilds – serie TV, 10 episodi (2020-in corso)
- Kimi, regia di Steven Soderbergh (2022)

## Discografia

### The Weirdos
- Weird World (compilation)

### Lydia Lunch
- 13:13 (1982)
- Stinkfist (1986)

### Captain Beefheart
- Ice Cream For Crow (1983)

### Red Hot Chili Peppers
- The Red Hot Chili Peppers (1984)
- Freaky Styley (1985)
- What Hits!? (1992)
- Out in L.A. (1994)
- Under the Covers: Essential Red Hot Chili Peppers (1998)

### The Dickies
- Killer Clowns From Outer Space (1988)
- The Second Coming (1989)
- Locked N' Loaded Live in London (1991)
- Idjit Savant (1994)